# Première branche est de la rivière Magalloway
La première branche est de la rivière Magalloway est une rivière dans l'État américain du Maine, dans le Nord-Est des États-Unis.

## Géographie
La rivière prend sa source à quelques centaines de mètres au sud-ouest de la frontière du Québec, près du Lac Arnold, coule sur une distance de 11,3 km dans le nord-est du Maine avant de rejoindre une autre branche de la rivière plus a l'ouest. C’est un affluent de la rivière Magalloway, qui rejoint le lac Parmachenee, coule ensuite à travers le lac Aziscohos, rejoint le lac Lac Umbagog près de la rivière Androscoggin, qui rejoint ensuite la rivière Kennebec dans la baie de Merrymeeting et l'Océan Atlantique.